# Heinrich Christian Friedrich Schumacher
Heinrich Christian Friedrich Schumacher (ur. 15 listopada 1757 w Glückstadt, zm. 9 grudnia 1830) – duński lekarz (chirurg) i biolog.
Jego ojciec był zawodowym wojskowym (sierżantem piechoty). Heinrich Christian po ukończeniu gimnazjum w Glückstadt w wieku 16 lat został chirurgiem (felczerem) w batalionie ojca. Jego zwierzchnik chirurg Mehl, dostrzegł jego zdolności i dał mu 8-miesięczny urlop na dokształcenie się w Theatrum Anatomico-Chirurgicum w Kopenhadze (obecnie część wydziału medycyny na Uniwersytecie Kopenhaskim). Po powrocie do oddziału wojskowego zrobił dobre wrażenie na profesorze Christenie Friis Rottbøllu, który ponownie wysłał go do Kopenhagi na dokończenie studiów medycznych. Heinrich Christian ukończył je w 1797 r. i zamarzyła mu się kariera naukowa. Rozpoczął studia na wydziale botaniki i zapisał się na międzynarodową wyprawę naukową statkiem. W ostatniej jednak chwili zmieniono jej plan i wyprawa zakończyła się na Morzu Bałtyckim. Zmusiło go to do zmiany planów. Zaczął pracować jako chirurg we Frederiks Hospital oraz jako wykładowca w Theatrum Anatomico-Chirurgicum. Udało mu się otrzymać stypendium i w latach 1786–1789 studiował chemię i botanikę w Paryżu i Londynie.
Opisał nowe gatunki roślin, grzybów i małży. Przy ich nazwach naukowych dodawany jest cytat Schumach.